# Punta del Lloro
La Punta del Lloro és una muntanya de 472 metres que es troba al municipi de Cabassers, a la comarca catalana del Priorat.